# Karl Salvator, Prinț de Toscana
Arhiducele Karl Salvator de Austria (italiană Carlo Salvatore Maria Giuseppe Giovanni Battista Filippo Jacopo Gennaro Lodovico Gonzaga Raniero, germană Karl Salvator Maria Joseph Johann Baptist Philipp Jakob Januarius Ludwig Gonzaga Ranier; n. 30 aprilie 1839 - d. 18 ianuarie 1892) a fost membru al Casei de Habsburg-Lorena.

## Biografie
A fost Arhiduce austriac, fiu al lui Leopold al II-lea, Mare Duce de Toscana și a celei de-a doua soții, Prințesa Maria Antonia a celor Două Sicilii. A fost mareșal al armatei Imperiului austro-ungar.
S-a căsătorit la Roma, la 19 septembrie 1861 cu verișoara lui primară Prințesa Maria Immaculata de Bourbon-Două Sicilii (14 aprilie 1844 - 18 februarie 1899), fiica unchiului său matern, Ferdinand al II-lea al Celor Două Sicilii și a celei de-a doua soții, Maria Tereza de Austria.
Cuplul a avut zece copii:
1. Arhiducesa Maria Theresia Antoinette Immakulata Josepha Ferdinanda Leopoldine Franziska Caroline Isabella Januaria Aloysia Christine Anna (18 septembrie 1862 - 10 mai 1933); s-a căsătorit la Viena, la 28 februarie 1886 cu Arhiducele Karl Stephen de Austria; au avut copii
2. Arhiducele Leopold Salvator Maria Joseph Ferdinand Franz von Assisi Karl Anton von Padua Johann Baptist Januarius Aloys Gonzaga Ranier Wenzel Gallus (15 octombrie 1863 - 4 septembrie 1931); s-a căsătorit la Frohsdorf la 24 octombrie 1889 cu Blanca, Infantă a Spaniei; au avut copii
3. Arhiducele Franz Salvator Maria Joseph Ferdinand Karl Leopold Anton von Padua Johann Baptist Januarius Aloys Gonzaga Rainer Benedikt Bernhard (21 august 1866 - 20 aprilie 1939); s-a căsătorit la Ischl la 31 iulie 1890 cu Arhiducesa Marie Valerie de Austria (22 aprilie 1868 - 6 septembrie 1924), au avut copii; s-a căsătorit a doua oară morganatic la Viena la 28 aprilie 1934 cu Melanie Freiin von Riesenfels (20 septembrie 1898 - 10 noiembrie 1984), fără copii
4. Arhiducesa Carolina Maria Immakulata Josepha Ferdinanda Therese Leopoldine Antoinette Franziska Isabella Luise Januaria Christine Benedikta Laurencia Justiniana (5 septembrie 1869 - 12 mai 1945), s-a căsătorit la Viena la 30 mai 1894 cu Prințul August Leopold de Saxa-Coburg-Kohary (6 decembrie 1867 - 11 octombrie 1922)
5. Arhiducele Albrecht Salvator Marie Joseph Ferdinand Karl Anton Johannes Xaver Aloys Rainer Klemens Roman (22 noiembrie 1871 - 27 februarie 1896), necăsătorit și fără copii
6. Arhiducesa Marie Antoinette Immakulata Josepha Ferdinanda Theresia Leopoldine Franziska Karoline Isabella Januaria Luise Christine Appolonie (18 aprilie 1874 - 14 ianuarie 1891)
7. Arhiducesa Maria Immakulata Rainera Josepha Ferdinande Theresia Leopoldine Antoinette Henriette Franziska Karoline Aloysia Januaria Christine Philomena Rosalia (3 septembrie 1878 - 25 noiembrie 1968), s-a căsătorit la Viena la 29 octombrie 1900 cu Ducele Robert de Württemberg (14 ianuarie 1873 - 12 aprilie 1947)
8. Arhiducele Rainier Salvator Maria Joseph Ferdinand Leopold Karl Anton von Padua Franz von Assisi Johann Baptist Xaver Aloys Gonzaga Stephan Protomartyr Alexander (27 februarie 1880 - 4 mai 1889)
9. Arhiducesa Henriette Maria Immakulata Adelgunde Josepha Ferdinande Theresia Leopoldine Franziska Karoline Isabella Januaria Luise Christine Eleonore (20 februarie 1884 - 13 august 1886)
10. Arhiducele Ferdinand Salvator Franz von Assisi Anton von Padua Johann Baptist Xaver Aloys Gonzaga Rainer Erasmus (2 iunie 1888 - 28 iulie 1891)